# Roveleto
Roveleto (Ruvlé, in dialetto piacentino) è una frazione del comune italiano di Cadeo di 3 870 abitanti in provincia di Piacenza, nella regione Emilia-Romagna.
È la frazione più grande del comune di Cadeo, che ha la sua sede proprio a Roveleto.

## Geografia fisica
Roveleto si trova nella pianura Padana a 66 m s.l.m.. La frazione è attraversata dai torrenti Chero e Chiavenna; proprio nei pressi del centro abitato si trova la foce del Chero nel Chiavenna.

## Storia

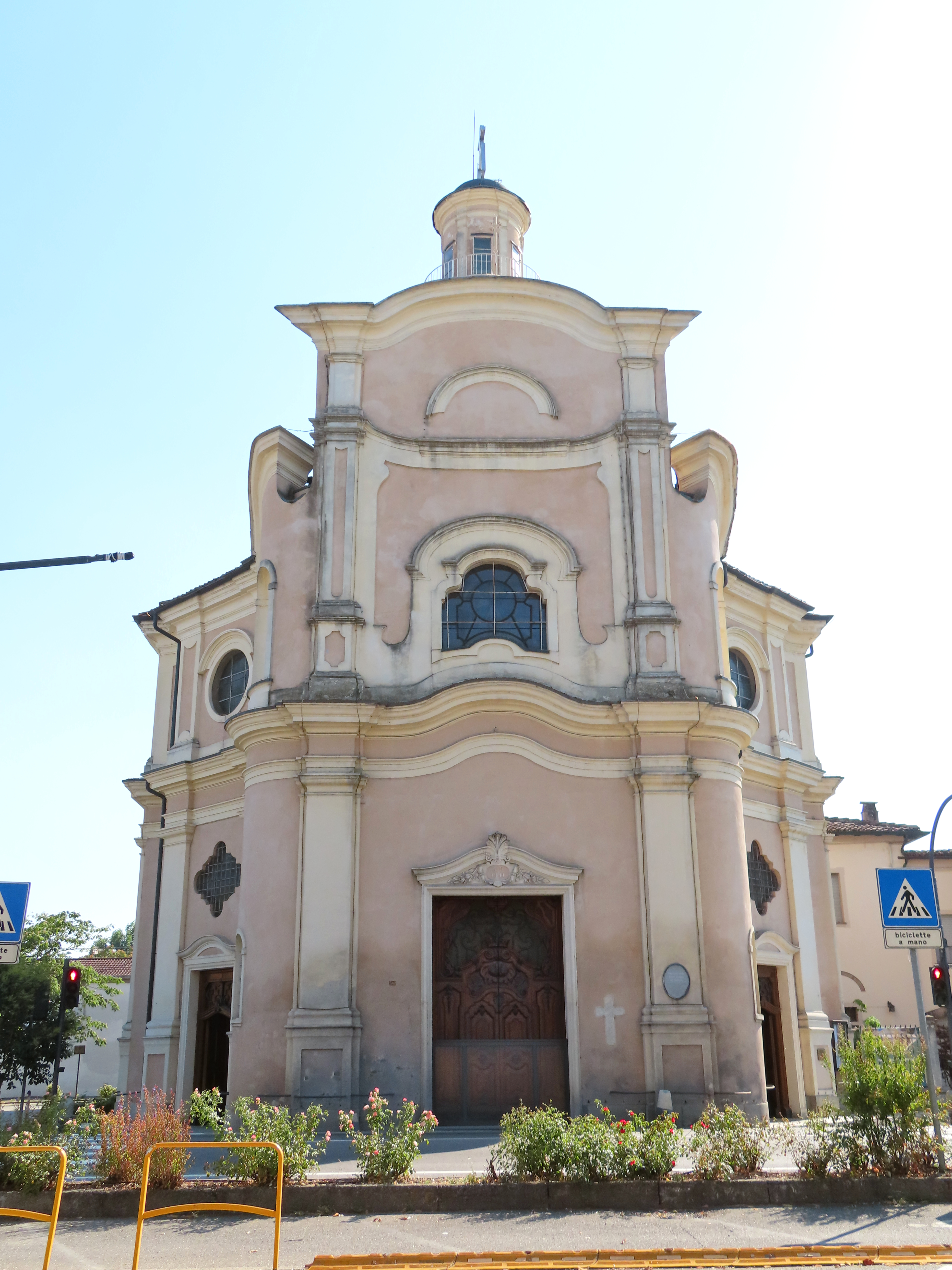
Santuario della Beata Vergine del Carmelo

La storia di Roveleto è legata alla costruzione del santuario della Beata Vergine del Carmelo: il santuario trae le sue origini nel 1676 quando viene edificata, su iniziativa del nobile Francesco Maria Albrizio Tadini, una nicchia dedicata alla vergine con al suo interno un dipinto di Pietro Martire in località Roveleto, che all'epoca era un fondo in aperta campagna. Nel 1679, accanto alla nicchia, venne costruita una piccola cappella, ad opera del parroco di Fontana Fredda.
Nel 1750 viene iniziata la costruzione di un santuario di stile barocco settecentesco, con influenze neoclassiche posto accanto all'originaria cappella su progetto redatto dalla famiglia Galli dei Bibiena. La costruzione viene poi portata a termine nel 1773 con alcune modifiche sul progetto originale.
Il 2 gennaio 1809 la diocesi di Pavia rinuncia alle parrocchie piacentine della pieve di Fontana Fredda e Roveleto di Cadeo e della pieve di val Nure che passarono quindi alla diocesi di Piacenza.
Dopo la prima guerra mondiale l'allora sindaco di Cadeo Castellari, con l'intento di dare un contributo alla lotta alla povertà dei cittadini del comune, incarica l'ingegner Lodovico Scarabelli di predisporre un piano per lo sviluppo di Roveleto, che venne completato nel 1926. Parallelamente a ciò viene anche costruito il nuovo municipio, posto di fronte al santuario, che viene inaugurato nel 1931, contestualmente allo spostamento della sede comunale da Cadeo.
La crescita della frazione, a discapito del capoluogo e delle altre frazioni del comune, continua anche dopo il secondo conflitto mondiale, con il censimento del 1961 che certifica Roveleto come il centro più grande del territorio comunale con 1 312 residenti contro i 964 abitanti di Cadeo, mentre nei decenni successivi vengono messi in pratica vari piani di lottizzazioni e urbanizzazioni, sia da parte del comune che da parte di privati.

## Infrastrutture e trasporti
Roveleto è attraversato dalla via Emilia e dalle due ferrovie Milano-Bologna: quella dell'alta velocità e quella tradizionale, su quest'ultima è posta la stazione di Cadeo che, pur prendendo il nome dal capoluogo, si trova a Roveleto.